# Eubacterium oxidoreducens
Eubacterium oxidoreducens è una specie di batterio appartenente alla famiglia delle Eubacteriaceae.